# 1766
Năm 1766 (số La Mã: MDCCLXVI) là một năm thường bắt đầu vào thứ Tư trong lịch Gregory (hoặc một năm thường bắt đầu vào Chủ Nhật của lịch Julius chậm hơn 11 ngày).

## Sinh
- 3 tháng 1: Nguyễn Du, nhà thơ Việt Nam
- 6 tháng 9: John Dalton, nhà vật lý, hoá học người Anh (m. 1844)

## Mất
- 14 tháng 7: Kế Hoàng Hậu Ô Lạp Na Lạp thị: là một phi tần rất được sủng ái của Càn Long. Nhưng sau chuyến du hành Nam tuần, bà lại bị thất sủng một cách đột ngột. Đây được coi là một bí ẩn lớn trong lịch sử Đại Thanh.